# Mon premier combat
Pour plus de détails, voir Fiche technique et Distribution.
Mon premier combat (First Match) est un film américain réalisé par Olivia Newman, sorti en 2018.

## Synopsis
Une adolescente de Brooklyn, endurcie par les foyers, s'enrôle dans une équipe de lutte masculine pour retrouver son père.

## Fiche technique
- Titre : Mon premier combat
- Titre original : First Match
- Réalisation : Olivia Newman
- Scénario : Olivia Newman
- Musique : Olivier Alary
- Photographie : Ashley Connor
- Montage : Tamara Meem
- Production : Chanelle Elaine, Veronica Nickel et Bryan Unkeless
- Société de production : CreativeBionics et Clubhouse Pictures
- Pays :  États-Unis
- Genre : Drame
- Durée : 102 minutes
- Dates de sortie : 
  - Netflix : 30 mars 2018

## Distribution
- Elvire Emanuelle (VF : Alice Taurand) : Mo
- Yahya Abdul-Mateen II : Darrel
- Colman Domingo (VF : Jean-Baptiste Anoumon) : l'entraineur Castile
- Jharrel Jerome (VF : Alexandre Nguyen) : Omari
- Kim Ramirez (VF : Alexandra Ansidei) : Lucila
- Jared Kemp (VF : Maxime Baudouin) : Malik
- Kamika Desrosiers : Nyasa
- Kawari Desrosiers : Nyasa
- Jimmy Gary Jr. : Hassan
- Antonio Ortiz (VF : Taric Mehani) : Jorge
- Travis Raeburn (VF : Hervé Grull) : Jamal
- Tyson Sheppard : Tyson
- Allen Maldonado (VF : Anatole Yun) : Juan
- Jeanette Branch : Nadege
- Eisa Davis : Bianca
- Jae Ponder (VF : Camille Donda) : Nathalie
- Terrence Glenn Thomas : le principal DeMarco

 Source et légende : version française (VF) sur RS Doublage

## Accueil
Le film a reçu un accueil favorable de la critique. Il obtient un score moyen de 68 % sur Metacritic.